# Acanthoctenus
Genre
Synonymes
- Paracantheis Kraus, 1955

Acanthoctenus est un genre d'araignées aranéomorphes de la famille des Ctenidae.

## Distribution
Les espèces de ce genre se rencontrent en Amérique du Sud et en Amérique centrale.

## Liste des espèces
Selon World Spider Catalog (version 22.5, 01/12/2021) :
- Acanthoctenus alux Arizala, Labarque & Polotow, 2021
- Acanthoctenus chickeringi Arizala, Labarque & Polotow, 2021
- Acanthoctenus dumicola Simon, 1906
- Acanthoctenus gaujoni Simon, 1906
- Acanthoctenus kollari (Reimoser, 1939)
- Acanthoctenus lamarrei Arizala, Labarque & Polotow, 2021
- Acanthoctenus maculatus Petrunkevitch, 1925
- Acanthoctenus manauara Arizala, Labarque & Polotow, 2021
- Acanthoctenus obauratus Simon, 1906
- Acanthoctenus plebejus Simon, 1906
- Acanthoctenus remotus Chickering, 1961
- Acanthoctenus rubrotaeniatus Mello-Leitão, 1947
- Acanthoctenus spiniger Keyserling, 1877
- Acanthoctenus spinipes Keyserling, 1877
- Acanthoctenus torotoro Arizala, Labarque & Polotow, 2021
- Acanthoctenus virgineus (Kraus, 1955)

## Publication originale
- Keyserling, 1877 : « Ueber amerikanische Spinnenarten der Unterordnung Citigradae. » Verhandlungen der kaiserlich-königlichen zoologisch-botanischen Gesellschaft in Wien, vol. 26, p. 609-708 (texte intégral).